# Майдалинский ключ
Майдалинский ключ — минеральный источник в Нижнесергинском муниципальном районе Свердловской области. Ключ расположен на левом берегу реки Майдала (бассейн реки Артя) в 5 км западнее деревни Перепряжка. Выходит на поверхность в виде воронки диаметром около 15 м, которая заполнена грязеподобной жидкостью с запахом сероводорода. Ключ не замерзает круглый год и служит местом водопоя диких животных.
Майдалинский ключ с охранной зоной — гидрологический памятник природы, охраняемая территория 79 га. Взят под охрану Постановлением правительства Свердловской области от 17.01.2001 № 41-ПП.